# Suzane Pires
Suzane Lira Pires (* 17. August 1992 in São Paulo, Brasilien) ist eine portugiesische Fußballspielerin.

## Karriere

### Verein
Pires spielte in Brasilien im Jugendalter erfolgreich Futsal, ehe sie mit ihrer Familie im Jahr 2007 nach Deutschland in den Großraum Stuttgart zog. Dort spielte sie zunächst in den Nachwuchsmannschaften des SV Vaihingen und des VfL Sindelfingen, ehe sie zum Bezirksligisten SV Möhringen wechselte, mit dem sie in die Regionenliga aufstieg. 2010 schrieb sie sich nach ihrem Abitur an der Internationalen Schule Stuttgart zum Studium an der Southern Connecticut State University in den Vereinigten Staaten ein und spielte dort bis 2013 für das dortige Hochschulteam der Southern Connecticut Owls. Anfang 2014 wurde sie von der Reservemannschaft des NWSL-Teilnehmers Boston Breakers verpflichtet, für die sie in elf Ligaspielen sechs Tore und fünf Torvorlagen verzeichnen konnte. Aufgrund dieser Leistungen wurde sie zur Saison 2015 in die erste Mannschaft der Breakers aufgenommen und debütierte am 11. April 2015 im Auswärtsspiel gegen den Portland Thorns FC.
Noch im selben Jahr wechselte Pires in ihre Heimat, wo sie ab September für die Associação Portuguesa de Desportos in der Campeonato Brasileiro de Futebol Feminino 2015 antrat. Anfang 2016 wechselte Pires zum brasilianischen Erstligisten Santos FC und war dort ein Jahr. Sie spielte danach von 2018 bis 2020 in Portugal bei Marítimo Funchal, doch wechselte am 1. Januar 2021 zu Ferroviária und spielte dort als Mittelstürmerin. Zur Saison 2024 kehrte Pires zu Santos zurück.

### Nationalmannschaft
Im Oktober 2015 wurde Pires erstmals von Nationaltrainer Francisco Neto in den Kader der portugiesischen Nationalmannschaft berufen, kam beim EM-Qualifikationsspiel gegen Irland jedoch nicht zum Einsatz. Ihr erstes Länderspiel absolvierte sie am 26. November 2015 gegen Montenegro.

## Erfolge
- Brasilianische Meisterin: 2017